# 新越化成工業
新越化成工業株式会社（しんえつかせいこうぎょう、英: Shin-Etsu Kasei Kogyo Co.,Ltd）は、1957年に創立された、各種吸着剤及びその関連商品を製造・販売する企業である。本社は東京都中央区に所在する。

## 沿革
- 1957年 - シリカゲル乾燥剤の製造・販売及び工業製品の販売を開始。
- 1958年 - 新越化成工業株式会社を設立。
- 1965年 - 工業薬品の取り扱いを廃止し、シリカゲルの専門メーカーに。
- 1974年 - 東京都江戸川区に江戸川工場を建設。
- 1990年 - 茨城県新治郡玉里村に茨城工場を建設。
- 2004年 - ISO9001認証取得。
- 2004年 - ISO14001認証取得。

## 事業所
- 本社：東京都中央区八丁堀2-16-5
- 茨城工場：茨城県小美玉市下玉里2221
- 江戸川工場：東京都江戸川区船堀2-4-20